# Grammy Award alla miglior interpretazione hard rock
Il Grammy Award alla miglior interpretazione hard rock (Grammy Award for Best Hard Rock Performance) era un premio Grammy istituito nel 1990, per premiare le migliori canzoni del genere hard rock, e quelle che in parte lo incorporano. La National Academy of Recording Arts and Sciences ha premiato per la prima volta gli artisti di musica hard rock nel 1990.
La categoria è stata originariamente presentata come Miglior interpretazione vocale o strumentale hard rock o metal, combinando due dei generi musicali più popolari degli anni '80. I Jethro Tull vinsero il premio per l'album Crest of a Knave, battendo i Metallica, che avrebbero dovuto vincere con l'album ...And Justice for All. Questa scelta ha portato a molte critiche nei confronti dell'Academy, poiché secondo i giornalisti la musica dei Jethro Tull non apparteneva ai generi hard rock o heavy metal. In risposta, l'Academy ha creato le categorie Miglior interpretazione hard rock e Miglior interpretazione metal, separando i generi.
Dal 1992 al 1994 il premio è stato assegnato come Migliore performance vocale hard rock.
Il premio è stato interrotto nel 2012 a causa di un'importante revisione delle categorie Grammy. Dopo il 2012, le interpretazioni hard rock sono state spostate nella categoria Migliore interpretazione hard rock/metal. Tuttavia, nel 2014, la categoria è stata divisa, ricostituendo la categoria Miglior interpretazione metal e creando la categoria Miglior interpretazione rock.

## Vincitori e candidati

### Anni 1990
- 1990

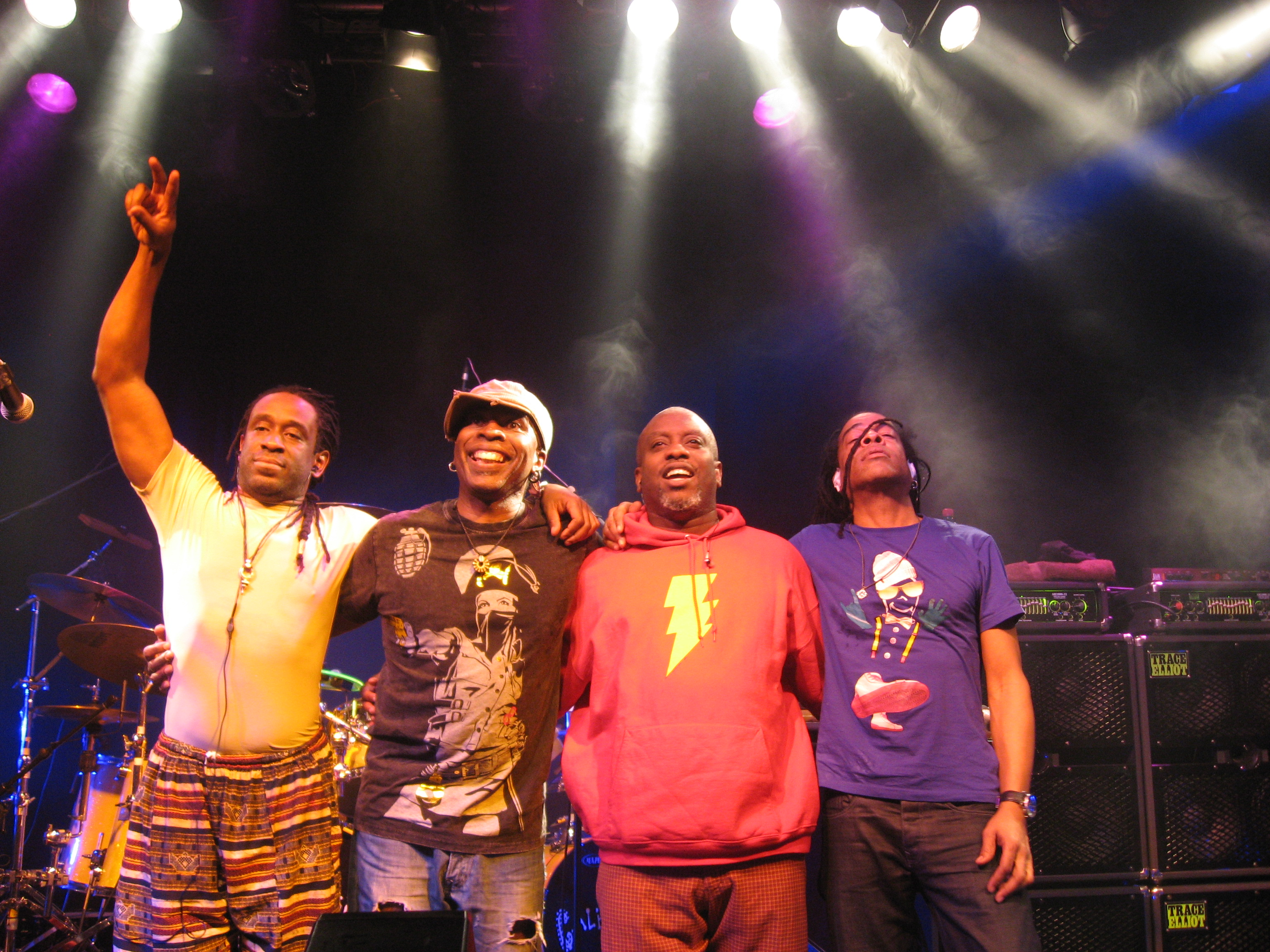
I Living Colour hanno vinto 2 premi in questa categoria.

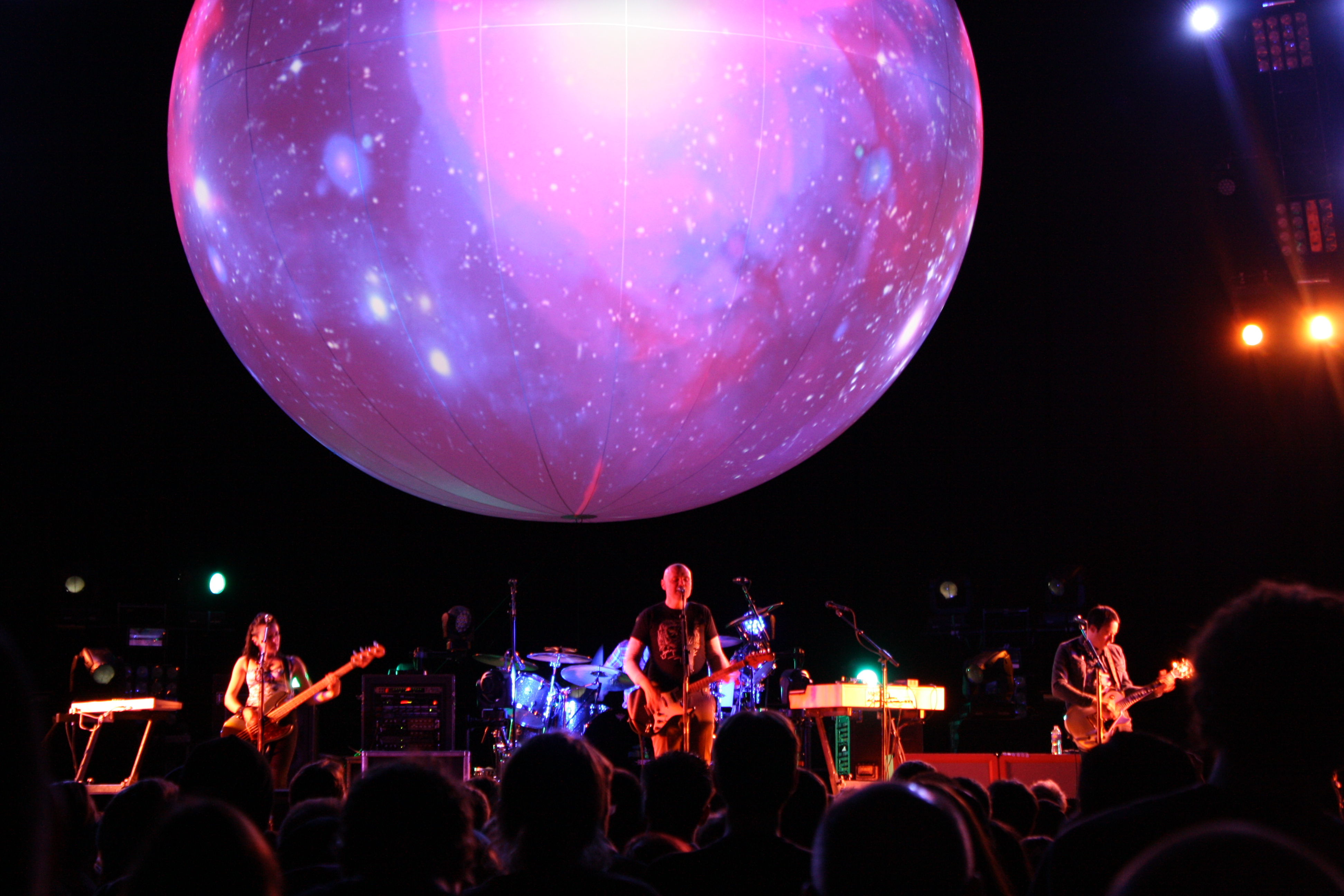
The Smashing Pumpkins hanno vinto 2 volte in questa categoria.

  - Living Colour - Cult of Personality
  - Aerosmith – Love in an Elevator
  - Great White – Once Bitten, Twice Shy
  - Guns N' Roses – G N' R Lies
  - Mötley Crüe – Dr. Feelgood
- 1991
  - Living Colour - Time's Up
  - AC/DC – The Razors Edge
  - Faith No More – Epic
  - Jane's Addiction – Ritual de lo Habitual
  - Mötley Crüe – Kickstart My Heart
- 1992
  - Van Halen - For Unlawful Carnal Knowledge
  - AC/DC – Moneytalks
  - Alice in Chains – Man in the Box
  - Guns N' Roses – Use Your Illusion I
- 1993
  - Red Hot Chili Peppers - Give It Away
  - Alice in Chains – Dirt
  - Faith No More – Angel Dust
  - Guns N' Roses – Live and Let Die
  - Nirvana – Smells Like Teen Spirit
  - Pearl Jam – Jeremy
- 1994
  - Stone Temple Pilots - Plush
  - AC/DC – Highway to Hell (live)
  - Living Colour – Leave It Alone
  - Robert Plant – Calling to You
  - The Smashing Pumpkins – Cherub Rock
- 1995
  - Soundgarden - Black Hole Sun
  - Alice in Chains – I Stay Away
  - Beastie Boys – Sabotage
  - Green Day – Longview
  - Pearl Jam – Go
- 1996
  - Pearl Jam - Spin the Black Circle
  - Alice in Chains – Grind
  - Primus – Wynona's Big Brown Beaver
  - Red Hot Chili Peppers – Blood Sugar Sex Magik (live)
  - Van Halen – The Seventh Seal
- 1997
  - The Smashing Pumpkins - Bullet with Butterfly Wings
  - Alice in Chains – Again
  - Rage Against the Machine – Bulls on Parade
  - Soundgarden – Pretty Noose
  - Stone Temple Pilots – Trippin' on a Hole in a Paper Heart
- 1998
  - The Smashing Pumpkins - The End Is the Beginning Is the End
  - Bush – Swallowed
  - Foo Fighters – Monkey Wrench
  - Nine Inch Nails – The Perfect Drug
  - Rage Against the Machine – People of the Sun
- 1999
  - Page and Plant - Most High
  - Kiss – Psycho Circus
  - Marilyn Manson – The Dope Show
  - Metallica – Fuel
  - Pearl Jam – Do the Evolution

### Anni 2000
- 2000
  - Metallica - Whiskey in the Jar
  - Alice in Chains - Get Born Again
  - Buckcherry - Lit Up
  - Kid Rock - Bawitdaba
  - Korn - Freak on a Leash
  - Limp Bizkit - Nookie
- 2001

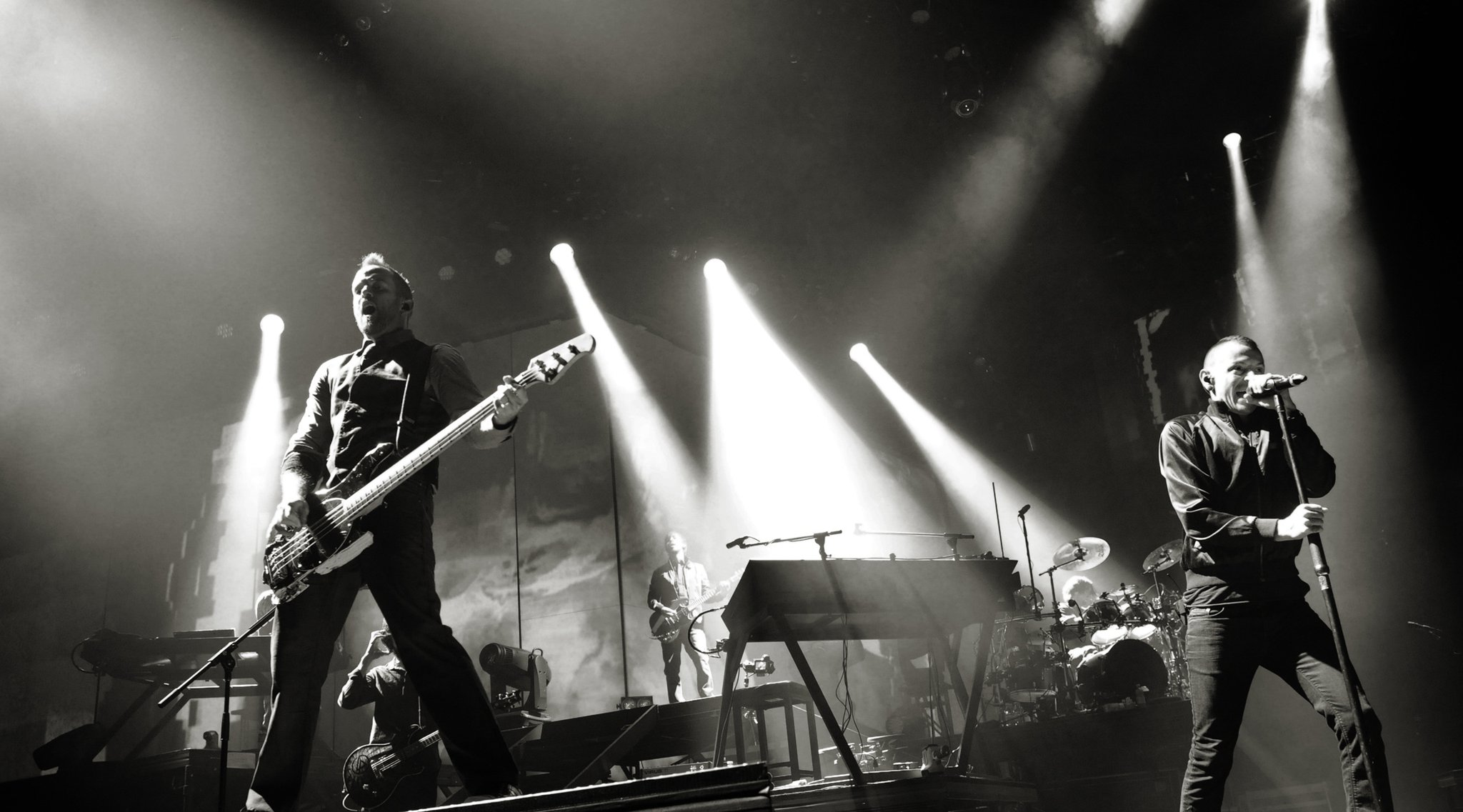
I Linkin Park, vincitori nel 2002.

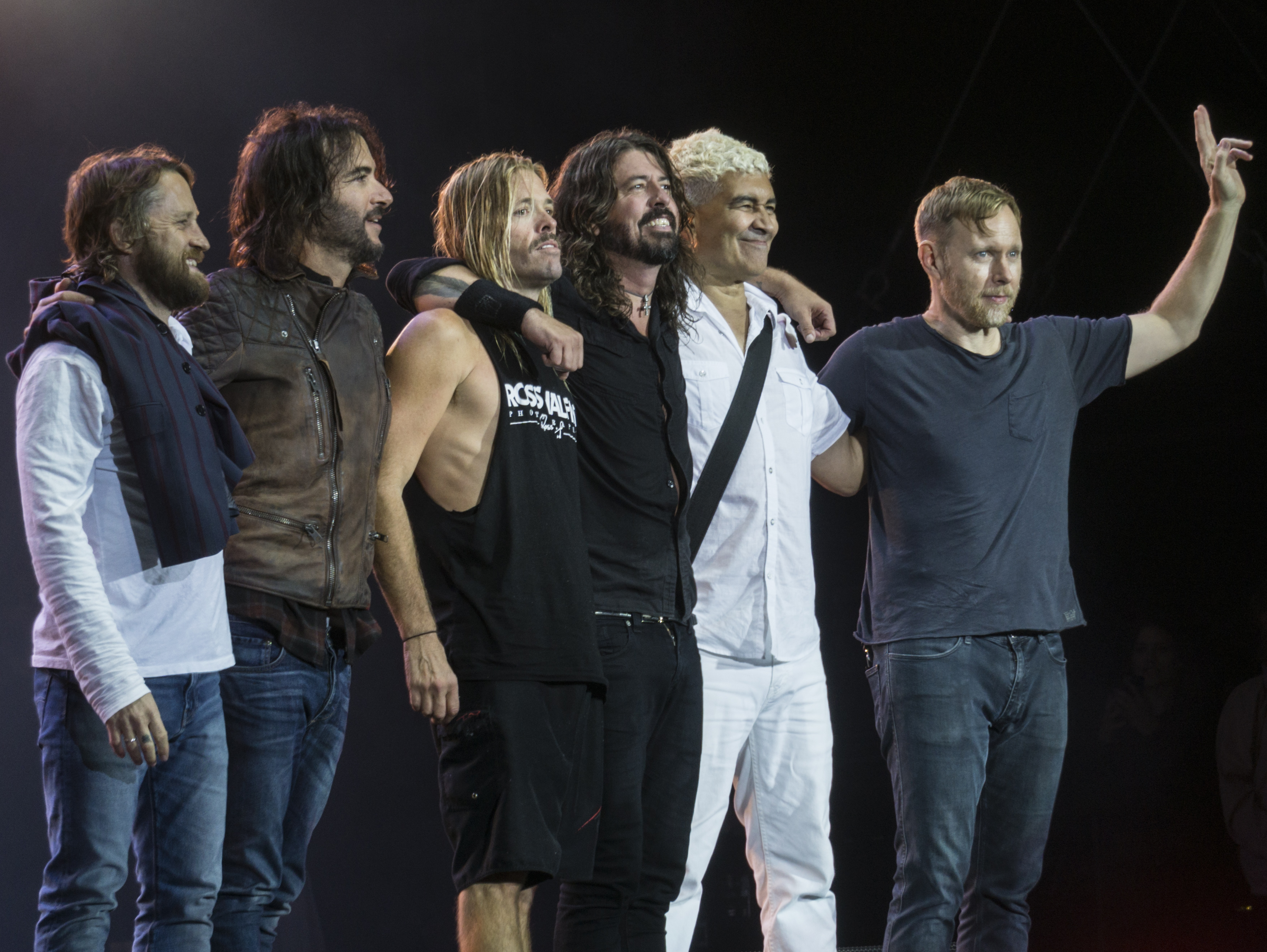
I Foo Fighters hanno vinto 2 volte in questa categoria; nel 2003 e nel 2008.

  - Rage Against the Machine - Guerrilla Radio
  - Kid Rock - American Bad Ass
  - Limp Bizkit - Take a Look Around
  - Pearl Jam - Grievance
  - Stone Temple Pilots - Down
  - System of a Down - Chop Suey!
- 2002
  - Linkin Park - Crawling
  - Alien Ant Farm - Smooth Criminal
  - P.O.D. - Alive
  - Rage Against the Machine - Renegades of Funk
  - Saliva - Your Disease
- 2003
  - Foo Fighters - All My Life
  - Godsmack - I Stand Alone
  - P.O.D. - Youth of the Nation
  - Queens of the Stone Age - No One Knows
  - System of a Down - Aerials
- 2004
  - Evanescence ft. Paul McCoy - Bring Me to Life
  - Audioslave - Like a Stone
  - Godsmack - Straight Out of Line
  - Jane's Addiction - Just Because
  - Queens of the Stone Age - Go with the Flow
- 2005
  - Velvet Revolver - Slither
  - Incubus - Megalomaniac
  - Metallica - Some Kind of Monster
  - Nickelback - Feelin' Way Too Damn Good
  - Slipknot - Duality
- 2006
  - System of a Down - B.Y.O.B.
  - Audioslave - Doesn't Remind Me
  - Nine Inch Nails - The Hand That Feeds
  - Robert Plant - Tin Pan Valley
  - Queens of the Stone Age - Little Sister
- 2007
  - Wolfmother - Woman
  - Buckcherry - Crazy Bitch
  - Nine Inch Nails - Every Day Is Exactly the Same
  - System of a Down - Lonely Day
  - Tool - Vicarious
- 2008
  - Foo Fighters - The Pretender
  - Evanescence - Sweet Sacrifice
  - Ozzy Osbourne - I Don't Wanna Stop
  - Queens of the Stone Age - Sick, Sick, Sick
  - Tool - The Pot
- 2009
  - The Mars Volta - Wax Simulacra
  - Disturbed - Inside the Fire
  - Judas Priest - Visions
  - Mötley Crüe - Saints of Los Angeles
  - Rob Zombie - The Lords of Salem

### Anni 2010
- 2010[1]
  - AC/DC - War Machine
  - Alice in Chains - Check My Brain
  - Linkin Park - What I've Done
  - Metallica - The Unforgiven III

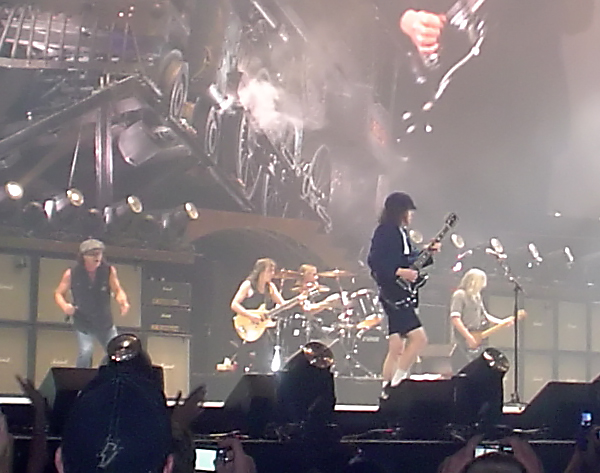
Gli AC/DC, vincitori nel 2010, hanno ricevuto un totale di 4 candidature in questa categoria.

  - Nickelback - Burn It to the Ground
- 2011[2]
  - Them Crooked Vultures - New Fang
  - Alice in Chains - A Looking in View
  - Ozzy Osbourne - Let Me Hear You Scream
  - Soundgarden - Black Rain
  - Stone Temple Pilots - Between the Lines